# (1363) Herberta
(1363) Herberta est un astéroïde de la ceinture principale découvert le 30 août 1935 par l'astronome belge Eugène Joseph Delporte.

## Historique
Le lieu de découverte, par l'astronome belge Eugène Joseph Delporte, est Uccle.
Sa désignation provisoire, lors de sa découverte le 30 août 1935, était 1935 RA.

## Caractéristiques
Sa distance minimale d'intersection de l'orbite terrestre est de 1,688 560 ua.